# Melchor Serrano
Melchor Serrano fue un arquitecto de la Comunidad Valenciana que vivió entre los siglos XVII y XVIII. Se tiene pocos datos de su vida, si bien se conoce su participación junto con el arquitecto Gil Torralba en la construcción del Ayuntamiento de Castellón de la Plana edificado entre los años 1689 y 1716 en estilo barroco.
- Datos: Q11691922